# العلاقات البحرينية اللبنانية
العلاقات البحرينية اللبنانية هي العلاقات الثنائية التي تجمع بين البحرين ولبنان.

## مقارنة بين البلدين
هذه مقارنة عامة ومرجعية للدولتين:
| وجه المقارنة                                              | البحرين       | لبنان                                                                |
| --------------------------------------------------------- | ------------- | -------------------------------------------------------------------- |
| المساحة (كم2)                                             | 765           | 10.45 ألف                                                            |
| عدد السكان (نسمة)                                         | 1.49 مليون    | 6.10 مليون                                                           |
| الكثافة السكانية (ن./كم²)                                 | 194.77 ألف    | 583.73                                                               |
| العاصمة                                                   | المنامة       | بيروت                                                                |
| اللغة الرسمية                                             | اللغة العربية | اللغة العربية، لغة فرنسية                                            |
| العملة                                                    | دينار بحريني  | ليرة لبنانية                                                         |
| الناتج المحلي الإجمالي (بليون دولار)                      | 35.31 مليار   | 51.84 مليار                                                          |
| الناتج المحلي الإجمالي (تعادل القوة الشرائية) بليون دولار | 64.16 مليار   | 81.54 مليار                                                          |
| الناتج المحلي الإجمالي الاسمي للفرد دولار أمريكي          | 22.60 ألف     | 8.05 ألف                                                             |
| الناتج المحلي الإجمالي للفرد دولار أمريكي                 | 45.50 ألف     | 17.46 ألف                                                            |
| مؤشر التنمية البشرية                                      | 0.824         | 0.769                                                                |
| رمز المكالمات الدولي                                      | +973          | +961                                                                 |
| رمز الإنترنت                                              | .bh           | .lb                                                                  |
| المنطقة الزمنية                                           | ت ع م+03:00   | ت ع م+02:00، ت ع م+03:00، توقيت شرق أوروبا، توقيت شرق أوروبا الصيفي ‏ |

## منظمات دولية مشتركة
يشترك البلدان في عضوية مجموعة من المنظمات الدولية، منها:
| علم المنظمة | اسم المنظمة                                 | تاريخ انضمام البحرين | تاريخ انضمام لبنان |
| ----------- | ------------------------------------------- | -------------------- | ------------------ |
|             | الصندوق العربي للإنماء الاقتصادي والاجتماعي | ?                    | ?                  |
|             | يونسكو                                      | 18 يناير 1972        | 4 نوفمبر 1946      |
|             | وكالة ضمان الاستثمار متعدد الأطراف          | 12 أبريل 1988        | 19 أكتوبر 1994     |
|             | الأمم المتحدة                               | 21 سبتمبر 1971       | 24 أكتوبر 1945     |
|             | الاتحاد البريدي العالمي                     | ?                    | ?                  |
|             | جامعة الدول العربية                         | 11 سبتمبر 1971       | 22 مارس 1945       |
|             | صندوق النقد العربي                          | ?                    | ?                  |
|             | البنك الدولي للإنشاء والتعمير               | 15 سبتمبر 1972       | 14 أبريل 1947      |
|             | المصرف العربي للتنمية الاقتصادية في أفريقيا | ?                    | ?                  |
|             | منظمة التعاون الإسلامي                      | ?                    | ?                  |
|             | منظمة حظر الأسلحة الكيميائية                | ?                    | ?                  |
|             | الاتحاد الدولي للاتصالات                    | 1975                 | 12 يناير 1924      |
|             | مؤسسة التمويل الدولية                       | 22 سبتمبر 1995       | 28 ديسمبر 1956     |
|             | المركز الدولي لتسوية المنازعات الاستشارية   | 15 مارس 1996         | 25 أبريل 2003      |
|             | منظمة الشرطة الجنائية الدولية               | ?                    | ?                  |

## أعلام
هذه قائمة لبعض الشخصيات التي تربطها علاقات بالبلدين:
- حلا الترك (مغنية بحرينية، 15 مايو 2002 – )

## وصلات خارجية
- موقع وزارة الخارجية البحرينية